# Platyoides quinquedentatus
Platyoides quinquedentatus is een spinnensoort uit de familie Trochanteriidae. De soort komt voor in Zuid-Afrika.